# Шелковичное (Бахчисарайский район)
Шелкови́чное (до 1945 года Коу́ш; укр. Шовковичне, крымскотат. Quvuş, Къувуш) — исчезнувшее село в Бахчисарайском районе Республики Крым (согласно административно-территориальному делению Украины — Автономной Республики Крым), входило в состав Верхореченского сельсовета.

## География
Находилось в верховьях долины Качи, в глубине Главной гряды Крымских гор, в 5 км выше плотины Загорского водохранилища, примерно в 25 километрах от Бахчисарая.

## История
Старинное село в горном Крыму, в районе, населённом крымскими греками — потомками аланов, со средних веков отличалось большим количеством населения. Впервые встречается в налоговых ведомостях 1634 года, как селение, куда переселялись христиане из Судакского и Мангупского кадылыков Кефинского эялета) Османской империи, подданные турецкого султана. Всего ведомость фиксирует 34 двора иноверцев, из них недавно переселившихся 30, в том числе из Гурзуфа 5 семей, из Сурени и Карани — по 4, из Отара и Узенбаша — по 3, из Черкез-Кермена, Ските и Агутки — по 2, из Ускута, Ламбат бала и Партенита — по 1 семье. В Джизйе дефтер Лива-и Кефе  — Османских налоговых ведомостях 1652 год в селении Кууш, находящемся на земле хана, поимённо перечислены 24 райа, то есть, османских подданных-налогоплательщиков — османских подданных немусульман. В «Ведомости о выведенных из Крыма в Приазовье христианах» А. В. Суворова от 18 сентября 1778 года записано, что из деревни Куш выселено всего 49 греков, а, по ведомости митрополита Игнатия, из Кубушь выведено 7 семей — возможно, как это случалось в горных селениях, большинство местных жителей, чтобы не покидать родину, объявили себя мусульманами. По Ведомости барона О. А. Игельстрома от 14 декабря 1783 года в Кувуше после выхода христиан остались 4 пустых дома, с припиской «оныя дома все разорены». В ведомости «при бывшем Шагин Герее хане сочиненная на татарском языке о вышедших християн из разных деревень и об оставшихся их имениях в точном ведении его Шагин Герея» и переведённой 1785 году, содержится список 7 жителей деревни Кууш, с подробным перечнем имущества и земельных владений, из которых 1 был из деревни Бешев. Собственно дом числился 1, 2 были проданы, ещё один сгорел. Из земельных владений у двоих имелись пашни, у остальных луга. Деревня на тот год была передана во владение статскому советнику и кавалеру Львову.

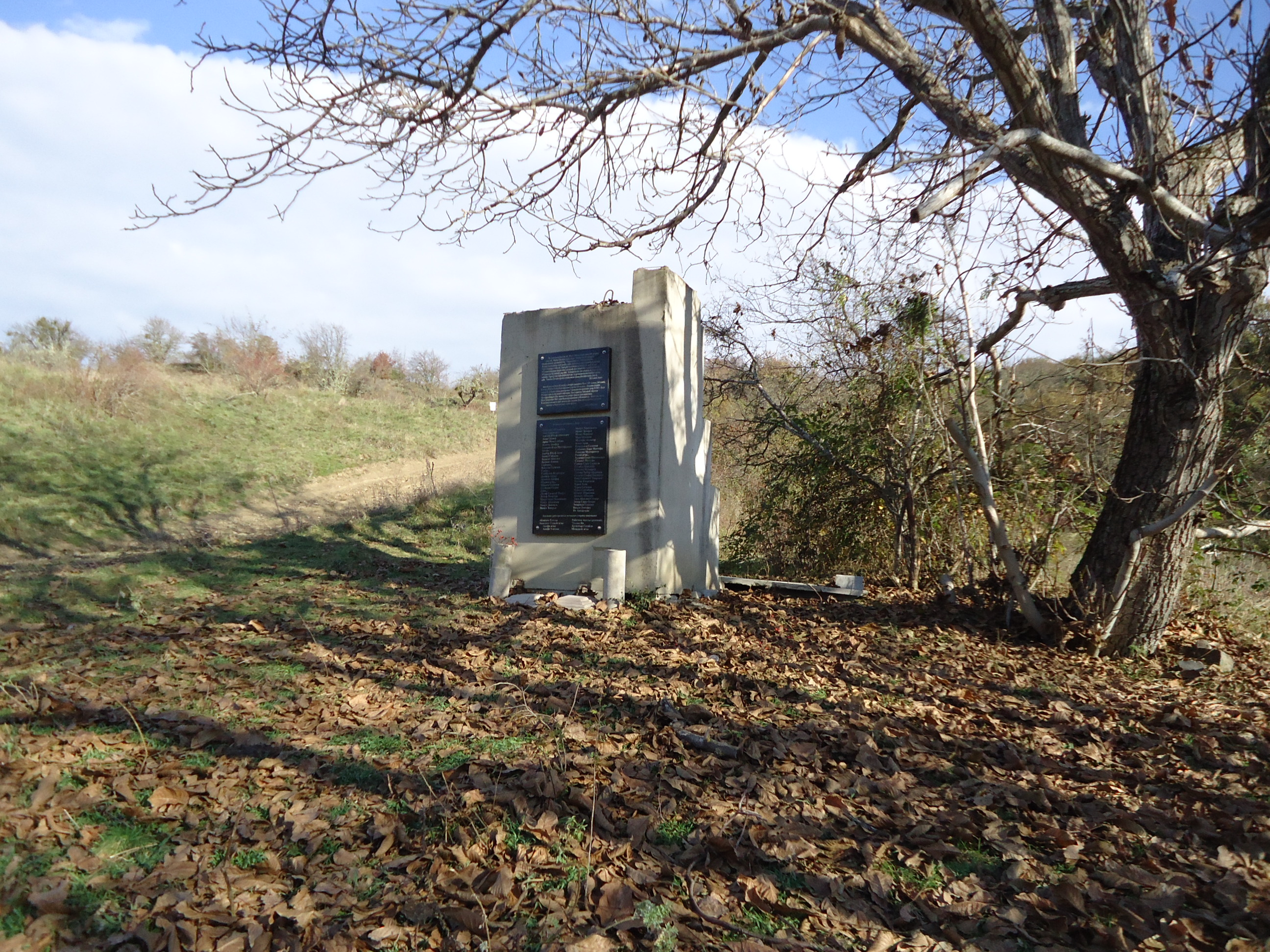
Урочище Шелковичное, памятник погибшим жителям.

В последний период Крымского ханства деревня Коуш входила в Муфтия Апралык кадылыка Бахчисарайского каймаканства, о чём записано в Камеральном Описании Крыма 1784 года. После присоединения Крыма к России (8) 19 апреля 1783 года, (8) 19 февраля 1784 года, именным указом Екатерины II сенату, на территории бывшего Крымского Ханства была образована Таврическая область и деревня была приписана к Симферопольскому уезду. Перед Русско-турецкой войной 1787—1791 годов производилось выселение крымских татар из прибрежных селений во внутренние районы полуострова, в ходе которого в Ковуш было переселено 770 человек. В конце войны, 14 августа 1791 года всем было разрешено вернуться на место прежнего жительства. После Павловских реформ, с 12 декабря 1796 года по 1802 год, входила в Акмечетский уезд Новороссийской губернии. По новому административному делению, после создания 8 (20) октября 1802 года Таврической губернии, Коуш был включён в состав Алуштинской волости Симферопольского уезда.

По Ведомости о всех селениях в Симферопольском уезде состоящих с показанием в которой волости сколько числом дворов и душ… от 9 октября 1805 года, в Кууше, в 59 дворах проживало 256 крымских татар и двое крымских цыган. На военно-топографической карте генерал-майора Мухина 1817 года дворов уже числилось 65. После реформы волостного деления 1829 года Коуш, согласно «Ведомости о казённых волостях Таврической губернии 1829 года», отнесли к Узенбашской волости (переименованной из Махульдурской), а, после образования в 1838 году Ялтинского уезда, деревню передали в состав Богатырской волости Ялтинского уезда. На карте 1836 года в деревне 127 дворов, как и на карте 1842 года. Шарль Монтандон в своём «Путеводителе путешественника по Крыму, украшенный картами, планами, видами и виньетами…» 1833 года описал Коуш 
Эта деревня, последняя, которую проезжаем перед тем, как въехать в горы, занимает оба берега реки. Здесь встречаем фруктовые сады с прекрасными орехами и вишневые деревья замечательной высоты. Жители в числе 260 человек говорят только по-татарски.
В 1860-х годах, после земской реформы Александра II, деревня осталась в составе преобразованной Богатырской волости. По результатам проведённой в 1864 году VIII ревизии был составлен «Список населённых мест Таврической губернии по сведениям 1864 года», где в Коуше, при реке Каче, записано 147 дворов и 657 жителей — казённых татар, а также 3 мечети (на трёхверстовой карте 1865—1876 года — 170 дворов). На 1886 год в деревне Коуш при речке Каспана, согласно справочнику «Волости и важнѣйшія селенія Европейской Россіи», проживал 841 человек в 153 домохозяйствах, действовали 3 мечети, 2 школы и 2 лавки. В «Памятной книге Таврической губернии 1889 года», составленной по результатам Х ревизии 1887 года, в Коуше записано 217 дворов и 921 житель, столько же дворов на военной карте 1890 года и указано, что все жители — крымские татары.
После земской реформы 1890-х годов деревня осталась в составе Богатырской волости. Согласно «…Памятной книжке Таврической губернии на 1892 год», в деревне Коуш, входившей в Стильское сельское общество, был 821 житель в 160 домохозяйствах, владевшие 732 десятинами и 850 кв. саженями собственной земли. По переписи 1897 года в Коуше числилось 1094 жителя, из них 985 крымских татар. По «…Памятной книжке Таврической губернии на 1900 год» в деревне числилось 1224 жителя в 132 дворах, владевших 732 десятинами в личном владении отдельно каждого домохозяина под фруктовым садом, сенокосами и пашнями. На 1914 год в селении действовала земская школа. По Статистическому справочнику Таврической губернии. Ч.II-я. Статистический очерк, выпуск восьмой Ялтинский уезд, 1915 год, в селе Коуш Богатырской волости Ялтинского уезда, числилось 250 дворов с татарским населением в количестве 1140 человек приписных жителей и 40 — «посторонних». Во владении было 802 десятины земли, с землёй были 200 дворов и 50 безземельных. В хозяйствах имелось 40 лошадей, 20 волов, 85 коров, 165 телят и жеребят и 560 голов мелкого скота.

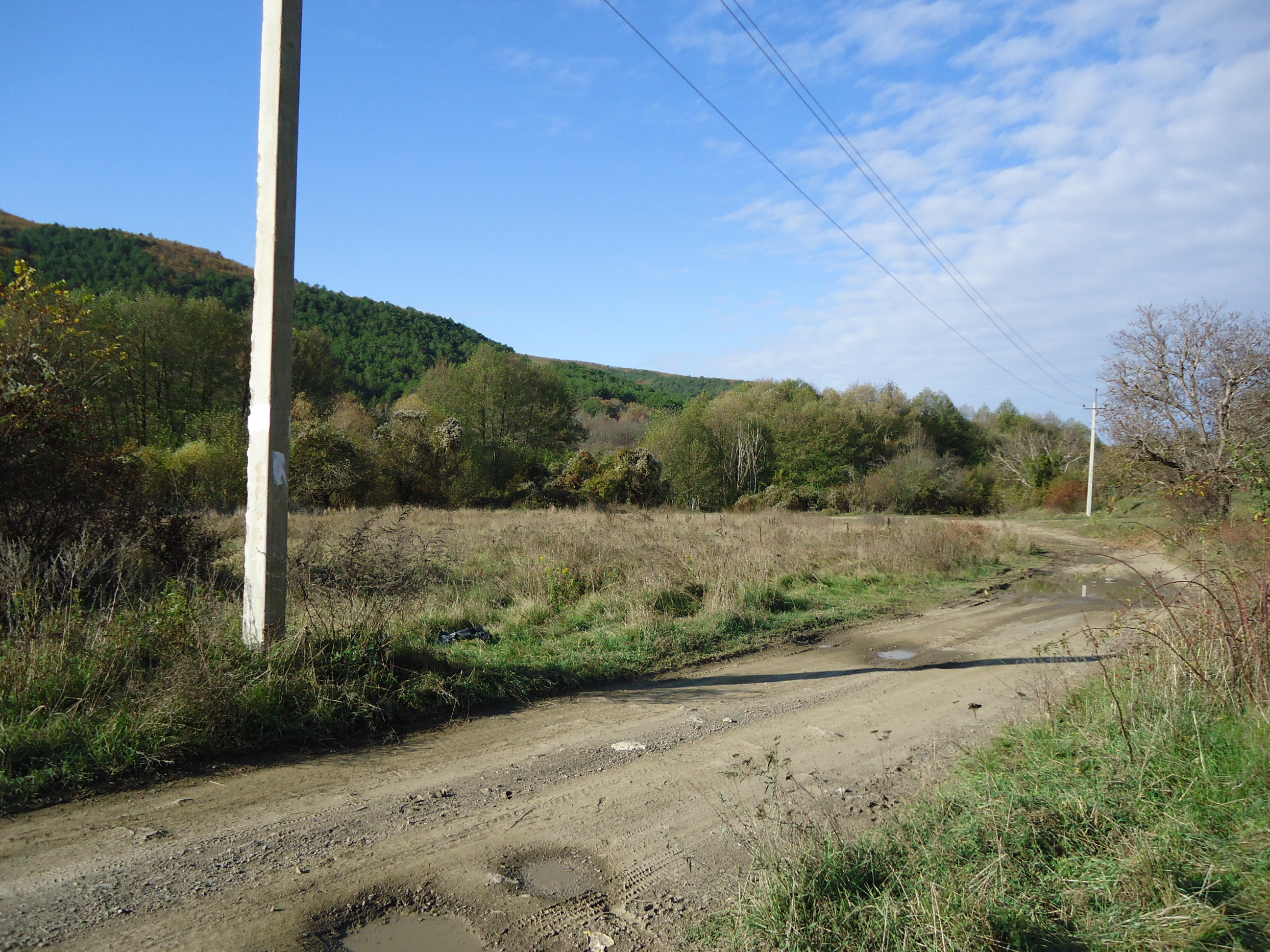

После установления в Крыму Советской власти, по постановлению Крымревкома от 8 января 1921 года была упразднена волостная система и село вошло в состав Симферопольского уезда (округа), а в 1922 году уезды получили название округов. 11 октября 1923 года, согласно постановлению ВЦИК, в административное деление Крымской АССР были внесены изменения, в результате которых был создан Бахчисарайский район и село включили в его состав. Согласно Списку населённых пунктов Крымской АССР по Всесоюзной переписи 17 декабря 1926 года, в селе Коуш, центре Коушского сельсовета Бахчисарайского района, числилось 256 дворов, из них 244 крестьянских, население составляло 1017 человек (516 мужчин и 501 женщина). В национальном отношении учтено: 981 татарин, 17 русских, 1 украинец, 1 белорус, 12 греков, 4 еврея, 1 латыш, действовала татарская школа. По данным всесоюзной переписи населения 1939 года в селе проживало 1095 человек. В период оккупации Крыма, с 19 по 22 декабря 1943 года, в ходе операций «7-го отдела главнокомандования» главнокомандования 17 армии вермахта против партизанских формирований, была проведена операция по заготовке продуктов с массированным применением военной силы, в результате которой село Коуш было сожжено и все жители вывезены в Дулаг 241.
После освобождения Крыма, 18 мая 1944 года, согласно постановлению ГКО № 5859 от 11 мая 1944 года состоялась депортация крымских татар в Среднюю Азию. 12 августа 1944 года было принято постановление № ГОКО-6372с «О переселении колхозников в районы Крыма» по которому в район планировалось переселить 6000 колхозников и в сентябре 1944 года в район приехали первые новосёлы (2146 семей) из Орловской и Брянской областей РСФСР, а в начале 1950-х годов последовала вторая волна переселенцев из различных областей Украины. Указом Президиума Верховного Совета РСФСР 21 августа 1945 года село Коуш переименовали в Шелковичное, а Коушский сельсовет соответственно в Шелковновский. С 25 июня 1946 года Шелковичное в составе Крымской области РСФСР, а 26 апреля 1954 года Крымская область была передана из состава РСФСР в состав УССР. Время упразднения сельсовета пока не установлено: на 15 июня 1960 года село числилось в составе Предущельненского, на 1968 год — в составе Верхореченского.
В 1975 году жители села были выселены в связи с началом строительства Загорского водохранилища (завершено в 1980 году), как оказавшееся в санитарной зоне и официально исключено из списков сёл 17 февраля 1987 года.

## Динамика численности населения
| - 1805 год — 258 чел. - 1864 год — 657 чел. - 1886 год — 841 чел. - 1889 год — 921 чел. - 1892 год — 821 чел. | - 1897 год — 1094 чел. - 1900 год — 1224 чел. - 1915 год — 1140/40 чел. - 1926 год — 1017 чел. - 1939 год — 1095 чел. |